# Dose giornaliera consigliata
La RDA (Recommended Daily Allowance), dose giornaliera raccomandata, indica la quantità minima di un nutriente (macronutriente o micronutriente) che nel 97.5% di una popolazione di riferimento (divisa per età e sesso, ma indipendentemente dal peso) è presente in caso di buona salute, evitando ipovitaminosi di rilevanza medica. Dal 1997 negli Stati Uniti d'America è stato inglobato come parte del DRI (Dietary Reference Intake), Assunzione Dietetica di Riferimento.
La RDA è collegato strettamente al soddisfacimento del fabbisogno giornaliero, secondo le attuali conoscenze mediche, ma spesso è erroneamente interpretato come "fabbisogno minimo" (Food And Nutrition Board).
Per estensione, può essere applicata anche ad altri tipi di nutrienti.

## Storia
Questi valori vennero stabiliti originariamente dalla Food and Nutrition Board, facente capo all'Accademia delle Scienze statunitense, nei primi anni dopo la seconda guerra mondiale, per fornire ai cittadini le indicazioni necessarie alla prevenzione delle principali patologie generate da carenze nutritive.
Negli USA, dove l'RDA è stato formulata per la prima volta, alcuni scienziati hanno cercato di stabilire anche la ODA (Optimal Dietary/Daily Allowance), ovvero il dosaggio giornaliero ottimale, a cui ci si dovrebbe attenere, non per prevenire le malattie dovute a carenze nutritive, bensì per salvaguardare un buon livello di salute e un efficiente sistema immunitario capace di resistere allo stress, all'inquinamento e ad alcuni tipi di sostanze tossiche presenti nell'aria o negli alimenti.

## Età
Va sottolineato che la RDA è diversa a seconda dell'età e del genere (maschile e femminile), oltre che variabile a seconda delle condizioni climatiche, delle differenti abitudini alimentari e di altri fattori ancora (la RDA che si trova sulle confezioni dei vari prodotti si riferisce infatti ad una donna adulta in buono stato di salute, moderatamente attiva e che consuma 2000 kcal al giorno.)

## Conseguenze di carenze vitaminiche
Le principali malattie direttamente legate a carenze vitaminiche sono lo scorbuto (per carenza di vitamina C, se assunta al di sotto di 10 mg giornalieri), il rachitismo (per carenza di vitamina D), la pellagra (che insorge in caso di inadeguatezza nell'apporto o nell'assorbimento di niacina o vitamina B3) e il beri-beri (affezione causata da un deficit di tiamina, detta anche vitamina B1). Alcuni tipi di anemia sono dovuti alla carenza alimentare di ferro. Il deperimento del sistema immunitario e molte patologie comuni (raffreddori, depressione, disturbi cardiovascolari, tumori, gotta, reumatismi, disturbi mentali, ipoglicemia, diabete e molti altri ancora) possono essere spesso il risultato di carenze nutritive croniche o legate a fattori di malnutrizione protratti nel corso del tempo.

## Valori raccomandati
Valori raccomandati dal Ministero della Salute della Repubblica Italiana e direttiva UE:
| VITAMINE                                    | APPORTO MASSIMO |
| ------------------------------------------- | --- |
| vitamina A - (totale Retinolo Equivalenti)  | 1200 µg |
| vitamina A - Beta carotene come unica fonte | 7,5 mg (μg 1250 RE)                                                                                                  |
| vitamina D                                  | 50 µg |
| vitamina E                                  | 60 mg |
| vitamina K                                  | 200 µg |
| vitamina C                                  | 1000 mg |
| tiamina (vitamina B1)                       | 25 mg |
| riboflavina (vitamina B2)                   | 25 mg |
| niacina                                     | 54 mg |
| vitamina B6                                 | 10 mg |
| acido folico                                | 400 µg |
| vitamina B12                                | 1000 µg |
| biotina                                     | 450 µg |
| acido pantotenico                           | 18 mg |
| MINERALI                                    | APPORTO MASSIMO |
| Calcio                                      | 1200 mg |
| Fosforo                                     | 1200 mg |
| Magnesio                                    | 450 mg |
| Ferro                                       | 30 mg |
| Zinco                                       | 15 mg per prodotti destinati agli adulti 7,5 mg per prodotti destinati a bambini (a partire da 3 anni) e adolescenti |
| Rame                                        | 2 mg |
| Manganese                                   | 10 mg |
| Fluoro                                      | 4 mg |
| Selenio                                     | 100 µg |
| Cromo                                       | 250 µg |
| Molibdeno                                   | 100 µg |
| Iodio                                       | 225 µg |
| Boro                                        | 3,6 mg |
| Potassio                                    | non definito |
| Cloro                                       | non definito |
| Sodio                                       | non definito |
| Silicio                                     | non definito |